# ОШ „20. октобар” Нови Београд
ОШ 20. октобар једна је од школа на Новом Београду. Налази се у новобеоградском Блоку 70 на адреси у улици Омладинских бригада 128. Школа се налази у мирном делу насеља у непосредној близини реке Саве.

## Историјат
Школа је основана и отворена за ђаке 20. октобра 1976. године. У њеном саставу се налази три здања, са укупном површином од 7.500 квадратних метара, заједно са пространим двориштима која заузимају око два хектара.
Након отварања школе, пре које су ђаци похађали наставу у просторијама стамбених зграда, била је једна од школа са највише ђака на Балкану, са по 35 ученика у 70 одељења, односно око 2.400 ђака.
Била је и остала једна од ретких школа која има базен, на коме се ђацима предају часови бесплатног физичког васпитања. Међутим, основна сврха базена више није бесплатна обука ђака школе, већ комерцијална. Уместо ђаицима школе, часови пливања се издају, рекламирију по интернету и наплаћују бебама и деци млађој од 6 година. По комерцијалним ценама се организују и прославе рођендана, док сами ученици школе, након часова физичког васпитања на базену, често остају непливачи или лоши пливачи и након завршене основне школе.
Име 20. октобар добила је по датуму ослобођења Београда у Другом светском рату, 1944. године, током Београдске операције и за разлику од многих других школа у Београду, у којима је укинут, у њој се и даље предаје руски језик.

## Школа данас
Према информацијама из 2016. године, школу је похађало 1.300 ђака у 48 одељења од првог до осмог разереда, што чини нешто више од трећине ђака коју је школа имала на почетку свог постојања.
Школа поседује свечану салу, две сале за физичко васпитање, сопствену библиотеку и минијатурни базен, где се одвија обука пливања само за ђаке другог разреда.
У школи постоји дечији логопед, психолог и педагог, а у сарадњи са Домом здравља у школи ради дечији стоматолог. Данас се у оквиру школског дворишта, уместо некадашњег простора за одмор између часова и терена за фудбал, налазе приватни ограђени тениски терени и балон за мали фудбал, који организују искључиво приватне часове по комерцијалним ценама и уквиру којих се налазе барови.
За разлику од првобитног периода свог постојања, у комплексу школе данас се налазе видео камере, ограда која ограничава простор школе од осталих делова Блока 70, као и школски полицајац.
Упркос школској огради, исто као и на почетку свог постојања, у оквиру школског дворишта, постоји повлашћени персонал који паркира испред школских врата. У непосредној близини школе налази се више кладионица, као и многобројни кафићи и кафане. За разлику од првобитног пројекта Блока 70, у коме су  сви ђаци-становници блока, од својих кућа у школу стизили искључиво пешке и притом нису имали потребе да прелазе улицу, након изградње великог паркинга у оквиру самог блока, захваљујући залагању некадашњег градоначелника Београда Драгана Ђиласа, данас су сви ђаци који у школу стижу пешке директни учесници у ничим религулисаном саобраћају, а многи родитељи, у недостатку времена и неповерењу, своју децу у школу доводе колима, паркирајући на местима која у ту сврху нису придвиђена.
Дана 20. октобра 2016. године школа је обележила 40 година постојања спортским даном и рођенданском приредбом.